# ميشال ديكاستيل
ميشال ديكاستيل (22 أكتوبر 1955 بجنيف في سويسرا - ) هو مدرب كرة قدم ولاعب كرة قدم سويسري في مركز الوسط. شارك مع منتخب سويسرا لكرة القدم. أما مع النوادي، فقد لعب مع نادي ستراسبورغ ونادي سيرفيت ونادي نوشاتل زاماكس.

## روابط خارجية
- ميشال ديكاستيل على موقع قاعدة بيانات كرة القدم.إي يو (الإنجليزية)
- ميشال ديكاستيل على موقع ناشيونال فوتبول تيمز (الإنجليزية)